# Öffentliches Gymnasium der Stiftung Theresianische Akademie
Die Theresianum genannte staatliche Anlage mit Gebäuden aus mehreren Jahrhunderten in Wien, 4. Bezirk, Favoritenstraße 15, dient als Sitz des Öffentlichen Gymnasiums der Stiftung Theresianische Akademie, wie das Gebäude kurz Theresianum genannt, und der Diplomatischen Akademie Wien. Beide Bildungseinrichtungen berufen sich auf eine mehrere Jahrhunderte umfassende Tradition. Seit 2011 bietet die Stiftung auch Kindergarten und Volksschule.

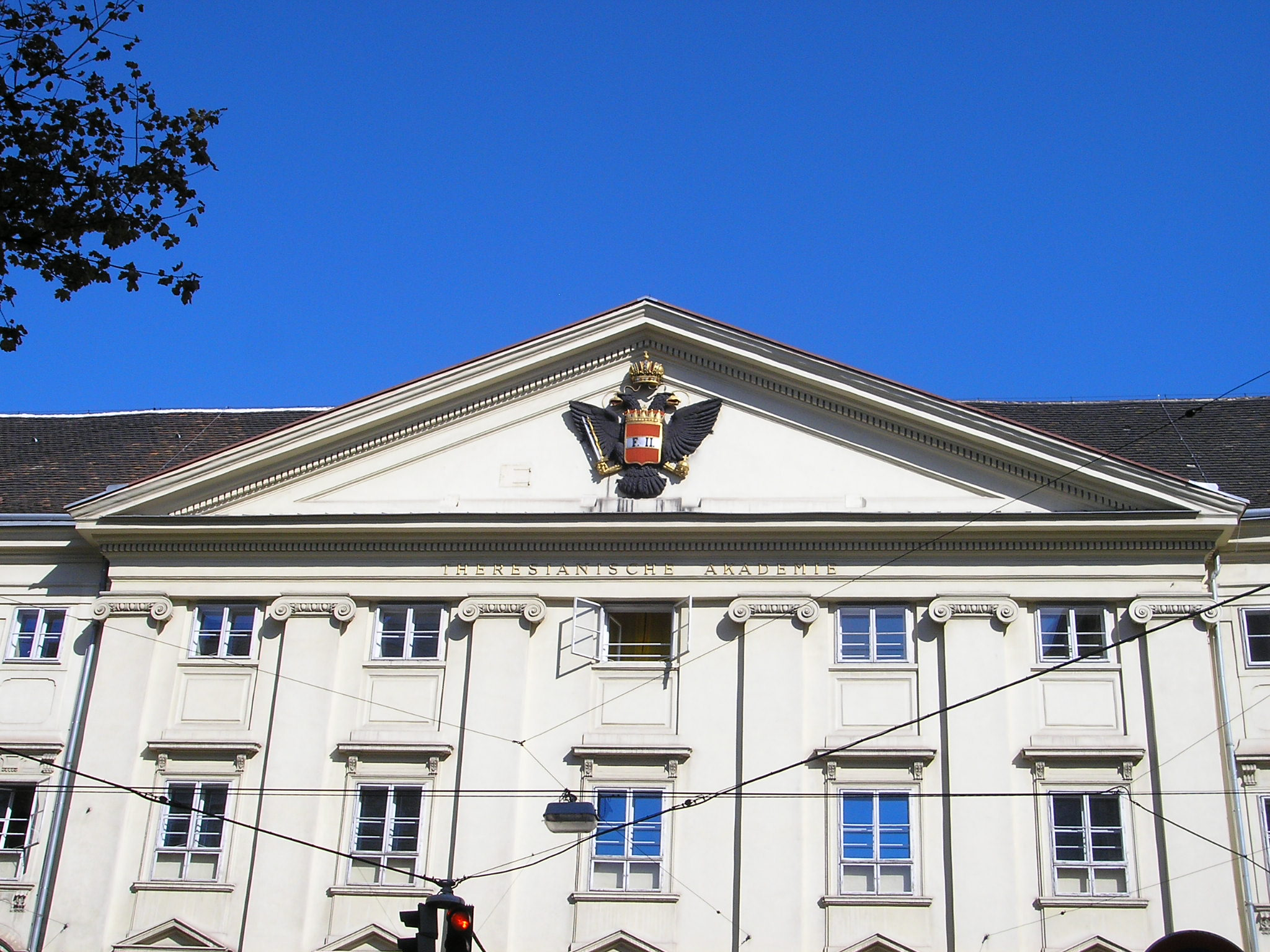
Blick auf den Giebel mit dem Wappen des Kaisertums Österreich unter Franz I.

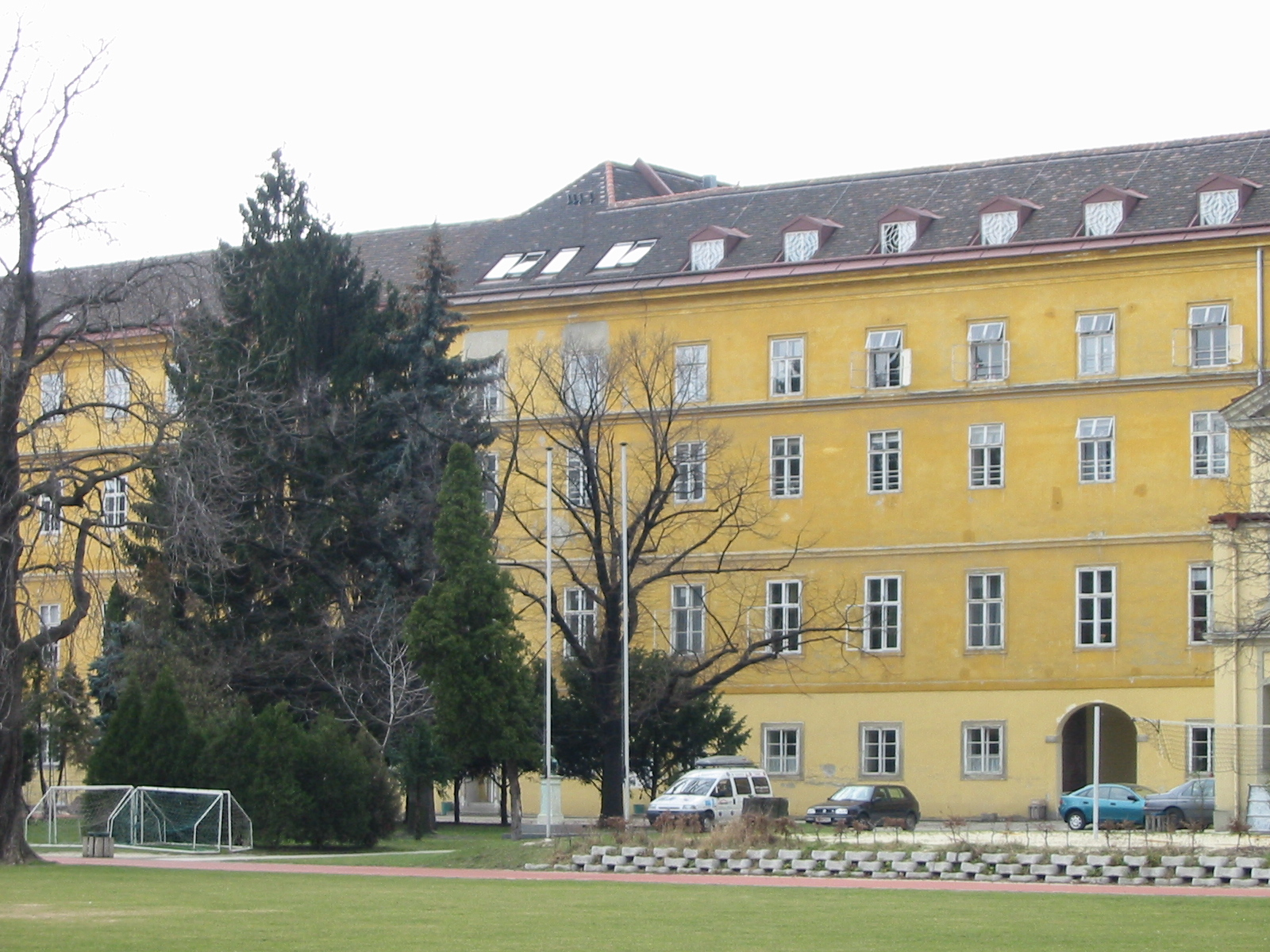
Das Theresianum, vom Park aus gesehen

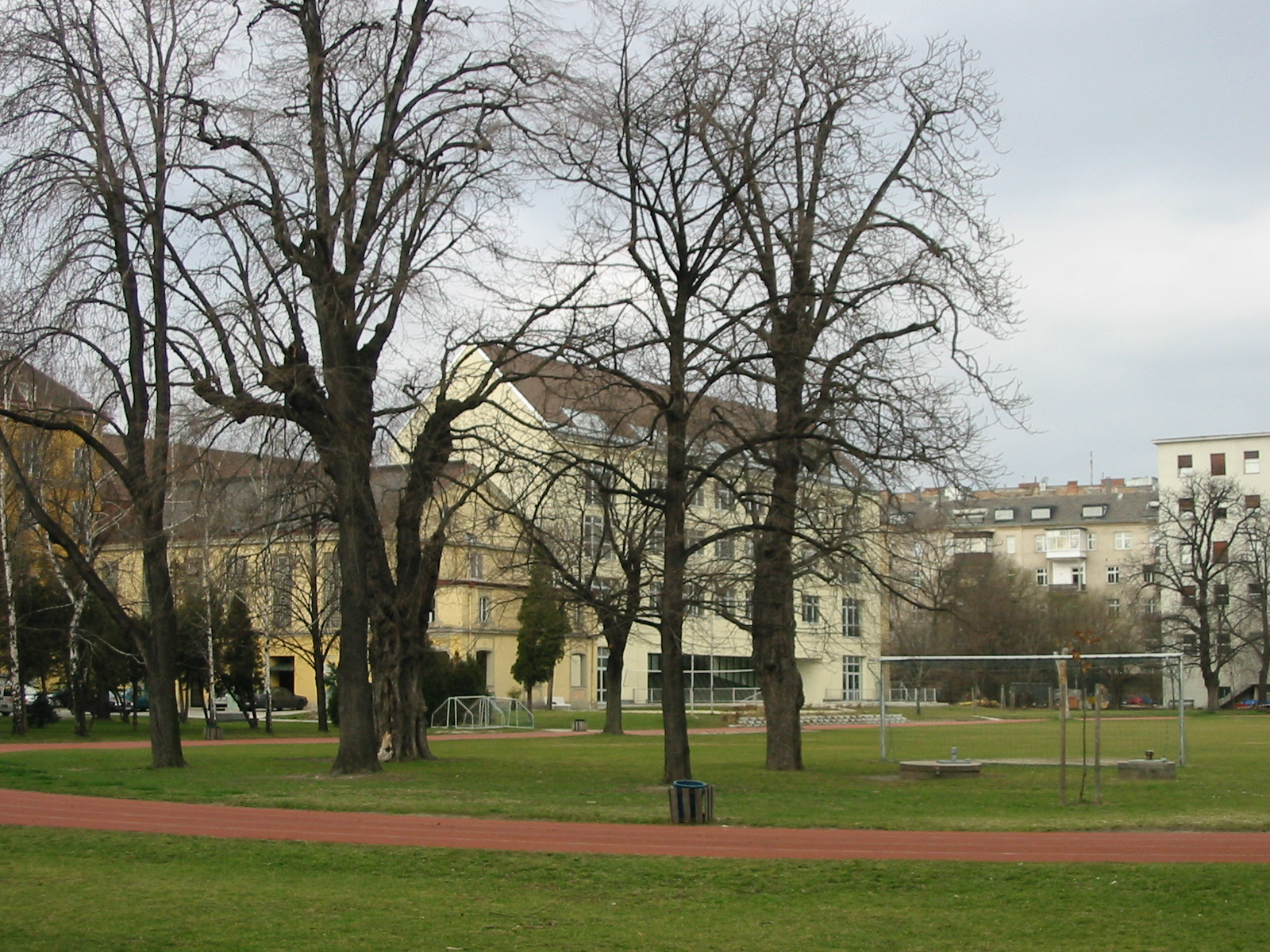
Der Park der Schule

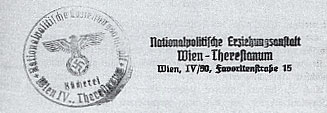
NS-Ära: Bibliotheksstempel der „NPEA Wien-Theresianum“

## Geschichte
1288 war auf diesem Areal ein Gutshof nachweisbar. 1614 wurde das Gut mit Feldern, Wiesen und Weingärten vom Kaiserhaus erworben, wurde 1623 erstmals als Favoritenhof bezeichnet und diente als Witwensitz der Kaiserinnen Anna von Österreich-Tirol, Eleonora Gonzaga und Eleonora Magdalena Gonzaga von Mantua-Nevers. Dazu wurde der Gutshof von 1642 an nach Plänen von Giovanni Battista Carlone zum Lustschloss mit Lustgarten namens Favorita umgestaltet.
Den Kaisern Leopold I., Joseph I. und Karl VI. diente die Favorita als bevorzugter Sommersitz. In dieser Zeit wurden Erweiterungsbauten errichtet, die bei der zweiten Türkenbelagerung 1683 entstandenen Verwüstungen behoben und die Felder zum Teil verkauft.
Karls VI. Tochter Maria Theresia, Thronerbin in den österreichischen Erblanden, im Königreich Böhmen und im Königreich Ungarn und seit 1745, als ihr Ehemann Kaiser des Heiligen Römischen Reichs wurde, als Kaiserin tituliert, bevorzugte als Sommersitz Schloss Schönbrunn und ließ es ausbauen. Zu dieser Entscheidung mag beigetragen haben, dass die Favorita, was Lage und Architektur betraf, mit Schloss Belvedere nicht konkurrieren konnte, das der für Habsburg siegreiche Feldherr Eugen von Savoyen, von Karl VI. reich beschenkt, etwa 800 Meter weiter östlich unter Nutzung einer prominenten Hanglage errichtet hatte.
Die barocke Favorita (sie wurde mittlerweile als Neue Favorita bezeichnet; die Alte Favorita hatte sich im Augarten befunden, allerdings wurde diese Unterscheidung nicht konsequent durchgehalten und manchmal auch dieses Gebäude als Alte Favorita bezeichnet) in der Vorstadt Wieden übergab Maria Theresia an die Jesuiten – mit der Auflage, darin eine Erziehungsanstalt, eine Ritterakademie zum Besten des allgemeinen Wesens, besonders aber der adeligen Jugend, einzurichten. Hauptaufgabe sollte die Heranziehung von gebildeten und loyalen Staatsbeamten und Diplomaten sein. Im 18. und 19. Jahrhundert folgten diverse Erweiterungen und Aufstockungen der Gebäude.
1783 löste der Reformer Joseph II. in den österreichischen Erblanden alle Ritterakademien auf, so auch das Theresianum. 1797 genehmigte Kaiser Franz II. als Landesherr die Wiedereröffnung unter der Leitung der Piaristen. Die Fassade wurde im klassizistischen Stil umgebaut. Nach der Revolution 1848 verfügte Kaiser Franz Joseph I. die Zulassung von Söhnen des Bürgertums als Schüler.
Der Verwalter am Wiener Theresianum war 1868 Josef Moser, der mit seiner Familie über eine Dienstwohnung verfügte. Ihm und seiner Frau Theresia, geb. Hirsch, wurde dort am 30. März 1868 das erste von drei Kindern geboren: Koloman Moser. Als aufgeweckter Sohn des Verwalters hatte er guten Kontakt zu dem technischen Personal des großen Areals, den vielen Handwerkern der unterschiedlichen Berufe. In ihren Werkstätten konnte er sich unbeschwert bewegen. Das stimulierte seine Neugier und führte zum Nachmachen und prägte ihn. Später studierte er an der Wiener Akademie der Bildenden Künste und an der Wiener Kunstgewerbeschule. Als erfolgreicher Maler und Grafiker wurde er 1897 Gründungsmitglied der Wiener Secession und 1903 der Wiener Werkstätte. Man nannte ihn einen „Universalkünstler zwischen Gustav Klimt und Josef Hoffmann“.
Die von Maria Theresia 1754 gegründete Orientalische Akademie befand sich seit dem 19. Jahrhundert im Theresianum. Um 1900 umbenannt, übersiedelte die Konsularakademie 1904 in ihr neu errichtetes eigenes Gebäude (9., Boltzmanngasse 16, seit 1947 Botschaft der Vereinigten Staaten). Sie wurde 1938 vom NS-Regime aufgehoben. Ihre Funktion wurde 1964 von der Diplomatischen Akademie Wien (siehe unten) wieder aufgenommen.
Nach dem „Anschluss Österreichs“ an NS-Deutschland 1938 lösten die Nationalsozialisten die Theresianische Akademie auf und richteten am 13. März 1939, genau ein Jahr nach dem „Anschluss“, in den Gebäuden eine Nationalpolitische Erziehungsanstalt (Napola) ein. 1944/45 wurde die Anlage durch Fliegerbomben und Granaten schwer beschädigt. 1945 wurden die Gebäude im besetzten Nachkriegsösterreich von der sowjetischen Besatzungsmacht, die in der Vier-Sektoren-Stadt Wien den 4. Bezirk kontrollierte, mit Beschlag belegt. Sie übergab das Theresianum der USIA, der Verwaltung des sowjetischen Eigentums in Österreich.
Nach dem Staatsvertrag 1955 erhielten der österreichische Staat bzw. die Stiftung Theresianum die Liegenschaft am 20. September 1955 zurückerstattet, und im September 1957 konnte der Schulbetrieb der Privatschule mit Öffentlichkeitsrecht wieder aufgenommen werden. Die Wiederherstellung der im Krieg beschädigten Gebäude wurde vom Staat 1956–1964 vorgenommen. 1964 nahm in einem Teil der Gebäude die vom Außenministerium errichtete Diplomatische Akademie Wien den Betrieb auf, womit die Wiener Bildungsinstitution für diesen Themenbereich nach 60 Jahren wieder ins Theresianum zurückkehrte.
Seit 1989 werden im Gymnasium auch Schülerinnen aufgenommen.

## Das Gymnasium in der Gegenwart
Neben der Allgemeinbildung liegt der Schwerpunkt der Schule in der Fremdsprachenausbildung – zu den Pflichtfächern zählen außer Deutsch noch Englisch, Französisch und Latein, zu den Wahlpflichtfächern zählt auch Russisch – und in der Erziehung zur Internationalität. Besonderer Wert wird auf Höflichkeit und gutes Auftreten gelegt. Ein Zusatzangebot gibt es in den Bereichen Sport, Kunst, Kreativität, Informations- und Kommunikationstechnologie und Musik sowie Wirtschaftsprojekte. Die Schule wird als Halb- und Vollinternat geführt.
Das Schulgelände ist 50.000 m² groß und umfasst einen Fußballplatz sowie einen Funcourt, zwei weitere Fußballplätze, ein Schwimmbad, einen Tennisplatz, eine Laufbahn, zwei Beachvolleyballplätze, einen Basketballplatz, eine große, teilbare Turnhalle und eine kleinere, ältere Halle, in beiden stehen Kletterwände sowie andere Sportgegenstände zur Verfügung.
Im Schuljahr 2022/23 besuchten 840 Schülerinnen und Schüler die Theresianische Akademie. Viele kommen aus weiter entfernten Bundesländern oder aus dem Ausland und haben in diesem Fall die Möglichkeit, im Internat zu wohnen.
Die Professorenwahl treffen wie auch an anderen öffentlichen Schulen die Bildungsdirektion für Wien und die Schulleitung. Das Internat sowie einige Aktivitäten werden mit dem Lycée Français de Vienne geteilt.

## Erste Rektoren des Theresianums
Die zu Lebzeiten von Maria Theresia eingesetzten Rektoren waren:
- 1746–1748: Ludwig Debiel SJ (1697–1771)
- 1749–1754: Ignaz Langetl SJ (1698–1764)
- 1755–1760: Matthias Pock SJ (1690–1779)
- 1761–1766: Johann Heinrich von Kerens SJ (1725–1792)
- 1767–1773: Theodor Cravina von Kronstein SJ (1720–1789)
- 1774–1784: Gratian Marx SP (1721–1801)

## Bekannte Absolventen
- Josef Franz de Paula Hieronymus Graf von Colloredo-Waldsee-Mels, 1732–1812, Bischof von Gurk und Fürsterzbischof von Salzburg
- Aloys Emmerich von Locella, 1733–1800, Klassischer Philologe und Verwaltungsbeamter
- Leopold Graf von Clary und Aldringen, 1736–1800, böhmisch-österreichischer Justizminister
- Vinzenz Joseph Reichsfürst von Schrattenbach, 1744–1816, Fürstbischof von Lavant und Bischof von Brünn
- Wilhelm Florentin Fürst von Salm-Salm, 1745–1810, Bischof von Tournai und Erzbischof von Prag
- Clemens August Theodor Josef von Nagel zur Loburg bzw. zur Keuschenburg 1748–1828, westfälischer Adeliger und preußischer Generalmajor
- Johann Prokop Graf von Schaffgotsch Freiherr von Kynast und Greiffenstein , 1748–1813, Weihbischof in Prag und Bischof von Budweis
- Franz II. Xaver Altgraf von Salm-Reifferscheidt-Krautheim, 1749–1822, Fürstbischof von Gurk, Kardinal und Organisator der Erstbesteigung des Großglockners
- Anton Georg Apponyi, 1751–1817, Politiker, Diplomat und Musikmäzen
- Franz von Spaun, 1753–1826, österreichischer Jurist, Mathematiker und unangepasster Schriftsteller
- Ferenc Graf Széchényi, 1754–1820, ungarischer Gelehrter und Gründer der ungarischen Nationalbibliothek
- Joseph von Herberstein, 1757–1816, österreichischer Staatsmann
- Josef Wenzel Graf Radetzky von Radetz, 1766–1858, österreichischer Feldmarschall, Ritter des goldenen Vlieses
- Ignaz Edler von Mitis, 1771–1842, österreichischer Techniker und Chemiker, Erfinder des Schweinfurter Grüns
- Ignacy Hilary Graf Ledóchowski, 1789–1870, österreichischer und polnischer General
- Ferdinand von Stelzhammer 1797–1858, Unterstaatssekretär im Justizministerium
- Joseph Graf Jelačić von Bužim 1801–1859, k. k. Feldzeugmeister und Kommandeur des Maria Theresien-Ordens
- Moritz Freiherr Ebner von Eschenbach, 1815–1898, österreichischer Techniker, Erfinder und Schriftsteller, Ehemann und Förderer von Marie von Ebner-Eschenbach
- Tivadar Puskás, 1844–1893, ungarischer Ingenieur und Erfinder
- Karl Lueger, 1844–1910, Politiker und Wiener Bürgermeister, Maturajahrgang 1862
- Olivier Marquis de Bacquehem, 1847–1917, Handels- und Innenminister
- Ernest von Koerber, 1850–1919, bürgerlich-liberaler Politiker Österreich-Ungarns
- Wilhelm Carl Gustav Ritter von Doderer 1854–1932, österreichischer Architekt, Ingenieur und Bauunternehmer
- Alfons XII., 1857–1885, König von Spanien
- Konstantin Jireček, 1854–1918, tschechischer Politiker, Diplomat, Historiker und Slawist
- Peter Altenberg, 1859–1919, Literat, Maturajahrgang 1876
- Wladimir Graf Ledóchowski, 1868–1942, General der Societas Jesu, Maturajahrgang 1884
- Graf István Bethlen von Bethlen, 1874–1946 (?), ungarischer Politiker und Premierminister
- Marian Smoluchowski, 1872–1917, Physiker, Maturajahrgang 1890
- Clemens Peter Freiherr von Pirquet, 1874–1929, Kinderarzt, Bakteriologe und Immunologe, Maturajahrgang 1892
- Franz Baron Nopcsa von Felsöszilvás, 1877–1933, Begründer der Paläophysiologie und Albanienforscher, Maturajahrgang 1892
- Friedrich Hasenöhrl, 1874–1915, Physiker, Maturajahrgang 1892
- Fritz von Herzmanovsky-Orlando, 1877–1954, Schriftsteller und Zeichner, Maturajahrgang 1896
- Edgar Ernst Leon Calle, 1879–1955, österreichischer Komponist und Pianist
- Rudolf Sieczyński, 1879–1952, österreichischer Wienerlied-Komponist, Schriftsteller und Beamter
- Joseph Schumpeter, 1883–1950, Ökonom
- Odo Neustädter-Stürmer, 1885–1938, Politiker, Maturajahrgang 1905
- Richard Nikolaus Graf von Coudenhove-Kalergi, 1894–1972, Schriftsteller, Politiker und Gründer der Paneuropa-Bewegung
- Hermann F. Mark, 1895–1992, Chemiker
- Teddy Kern, 1900–1949, Schauspieler
- Egon Brunswik, 1903–1955, amerikanischer Psychologe
- Hans Jaray, 1906–1990, Schauspieler, Autor und Regisseur
- Johann Baptist Gudenus, 1908–1968, österreichischer Sportler, Teilnehmer bei drei Olympischen Spielen
- Ernst Gombrich, 1909–2001, Kunsthistoriker, Maturajahrgang 1927
- Ole Paus, 1910–2003, norwegischer General, Maturajahrgang 1929
- Ertuğrul Osman, 1912–2009, Oberhaupt des Hauses Osman
- Gottfried Eduard Arnold, 1914–1989, Mediziner, Phoniatriker, Erforscher von Sprachfehlern und Erkrankungen der Stimmlippen
- Max Ferdinand Perutz, 1914–2002, Chemiker und Nobelpreisträger 1962, Maturajahrgang 1932
- Herbert Hinterleithner, 1916–1942, Dichter und Maler, Maturajahrgang 1934
- Rolf Olsen, 1919–1998, Schauspieler, Regisseur und Drehbuchautor, 1919–1998
- Hans Hass, 1919–2013, Biologe, Unterwasserpionier und Dokumentarfilmer, Maturajahrgang 1937
- Peter Zinner, 1919–2007, Filmeditor und Oscar-Preisträger, Maturajahrgang 1937
- Kurt Schubert, 1923–2007, Judaist, Maturajahrgang 1941
- Werner Fasslabend, * 1944, Politiker und Jurist, Maturajahrgang 1963
- Hans Winkler, * 1945, österreichischer Diplomat und Staatssekretär, Maturajahrgang 1963
- Alexander Wächter, * 1948, Schauspieler, Regisseur und Intendant, Maturajahrgang 1966
- Thomas Treu, * 1949, Offizier, Kommandant der Sanitätsschule und Sanitätschef des österreichischen Bundesheeres, Maturajahrgang 1968
- Thomas Angyan, * 1953, Intendant der Gesellschaft der Musikfreunde in Wien, Maturajahrgang 1971
- Christoph Waltz, * 1956, Schauspieler, doppelter Oscar-Preisträger
- Johannes Hahn, * 1957, EU-Kommissar und Bundesminister a. D.
- Thomas Daniel Schlee, * 1957, Komponist und Intendant, Maturajahrgang 1976
- Rudolf Striedinger, * 1961, Offizier, Maturajahrgang 1979
- Michael Nentwich, * 1964, Wissenschaftler, Maturajahrgang 1982
- Dimitris Droutsas, * 1968, griechischer Politiker, Maturajahrgang 1985
- Nicolas Stockhammer, * 1975, Extremismus- und Terrorismusforscher, Maturajahrgang 1993
- Johann Gudenus, * 1976, ehemaliger österreichischer Politiker (ehemals FPÖ), Maturajahrgang 1995
- Nikolaus Scherak, * 1986, Abgeordneter zum Nationalrat, Maturajahrgang 2004
- Tonio Schachinger, * 1992, österreichischer Schriftsteller

## Sonstiges
Der 2023 veröffentlichte Schulroman Echtzeitalter spielt im Theresianum, das der Autor Tonio Schachinger darin als Marianum bezeichnet.